# Kórnik
Kórnik (in tedesco Kurnik, dal 1939 al 1945 Burgstadt) è un comune urbano-rurale polacco del distretto di Poznań, nel voivodato della Grande Polonia.
Ricopre una superficie di 186,58 km² e nel 2006 contava 16 807 abitanti.
Ha dato i natali alla poetessa Wisława Szymborska, Premio Nobel per la letteratura nel 1996.

## Monumenti e luoghi d'interesse
- Castello di Kórnik – castello costruito nel XIV secolo e poi modificato in stile neogotico nel 1855 dall'architetto Karl Friedrich Schinkel. Il castello ospita un museo e la biblioteca di Kórnik. È classificato come uno dei monumenti storici nazionali ufficiali della Polonia (Pomnik historii) dall'11 luglio 2011. Il castello è circondato dall'arboreto di Kórnik, creato dal conte Tytus Działyński nella prima metà del XIX secolo, il più antico e il più grande in Polonia, nonché il quarto più grande arboreto in Europa che copre circa 40 ettari.